# Villaggio delle Macine
Il villaggio delle Macine è un insediamento palafitticolo dell'età del bronzo situato sulla riva settentrionale del lago Albano in provincia di Roma, in comune di Castel Gandolfo, nella zona dei Castelli Romani.
Vasto circa mezzo ettaro è considerato, finora, il più grande sito archeologico palafitticolo d'Italia.

## Storia
Il villaggio è stato rinvenuto nel 1984 a seguito della segnalazione del ritrovamento di un'ascia di bronzo da parte del sig. Angelo Capri. Ulteriori studi e ricerche effettuate dallo stesso anno e proseguite ininterrottamente fino al 1995 dallo STAS (servizio tecnico per l'archeologia subacquea) del Ministero per i beni e le attività culturali, dal Museo civico albano (dove i reperti recuperati in quel periodo sono conservati) e dal Gruppo Latino Ricerca Subacquea (GLRS), hanno portato alla luce il villaggio chiamato "Villaggio delle macine" a causa della grande quantità di macine in pietra recuperate. L'area archeologica è stata individuata in circa un ettaro.
La sua datazione, fissata in circa quattromila anni fa, nella media età del bronzo, oscilla dal XX-XIX secolo a.C. al XVII-XVI secolo a.C..
Si suppone che l'abitato sia stato abbandonato non oltre il XV secolo a.C. in seguito ad un innalzamento del livello del lago, subitaneo e progressivo quanto l'abbassamento ora in corso. Questi mutamenti del livello delle acque sarebbero resi possibili dalla presenza, sotto la falda acquifera del lago, della camera magmatica dell'antico Vulcano Laziale. Per inciso, questa ipotesi contraddice l'altra teoria comune che l'abbassamento del livello del lago sia dovuto unicamente all'abuso che ne fa l'uomo attingendo direttamente dal lago (è il caso della cabina di sollevamento delle ville pontificie di Castel Gandolfo) o dalla falda attraverso pozzi.
Una prima campagna di scavo del sito si è svolta nel 2001. Nel 2009 è partita una nuova campagna di scavi nel sito. Il parco regionale dei Castelli Romani organizza periodicamente visite guidate al sito.
Rilevanti sono poi i problemi della conservazione delle strutture del sito, confermati anche dalla campagna archeologica condotta ra il 2012 e il 2016, poiché il legno tende ad essere polverizzato dagli agenti atmosferici.

## Descrizione
Alcuni reperti rinvenuti durante gli scavi sono esposti presso il Museo civico di Albano Laziale. Si tratta di grandi olle in ceramica d'impasto e pesi da rete, che testimoniano la vita quotidiana del villaggio preistorico.
A partire dai reperti del villaggio delle Macine è stato anche possibile tracciare un quadro dell'alimentazione tipica degli uomini di 4000 anni fa. Essi consumavano carne, di allevamento (maiali, bovini ed ovini) o da caccia (cinghiali, cervi e caprioli), cereali (il farro, cibo nazionale dei Latini, e l'orzo), frutta (fichi, more e corniole), pesce (d'acqua dolce, pescato nel lago Albano stesso) ed anche tartarughe di terra.
Sono stati anche analizzati i pollini ritrovati nei resti, e si è rilevato come l'albero maggiormente presente all'epoca nei paraggi dell'insediamento fosse la quercia: è stato anche stabilito che gli abitanti del Villaggio delle Macine, con il taglio indiscriminato degli alberi, si resero responsabili di un drastico impoverimento della vegetazione della zona immediatamente prossima al villaggio.